# 外員山 (新北市山峰)

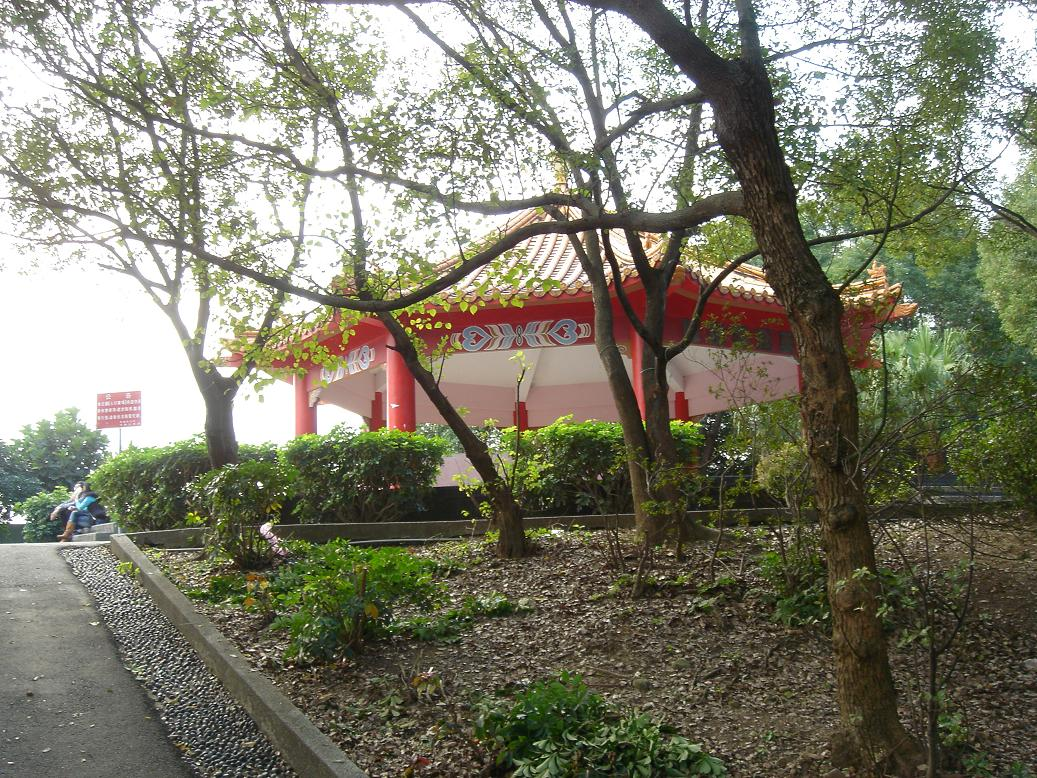
員山公園山頂涼亭。

外員山，位於台灣新北市中和區積穗里、嘉新里交界地帶，東北側闢為「員山公園」，西南側則為中和區第六公墓所在地。

## 地理環境與正名
外員山屬於番界山脈西支突入台北盆地，在礫石台地上起一小峰圓銳，故曰外員山，高僅55公尺（或39.2公尺）。
中和區又可再分為非正式的四個分區：南勢角區、員山區、漳和區、秀安區。員山區在國防管理學院遷離前因交通阻隔被分成內、外員山，以外員山（山名）、四十張山與兩山之間的國防管理學院為分隔線，以東（如積穗國小鄰近地區）為「內員山地區」，以西（如環球購物中心）為「外員山地區」。故外員山（山名）既非外員山地區，也非內員山地區。
古名「外員山庄」位於台灣北部自清治時期至日治初期的一個行政區劃擺接堡。外員山庄包括今員富、員山、積穗，民有、民享、瑞穗、冠穗等里，分布在員山的北部。「員山子庄」則包括今德穗、民生、國光、國華、自強、清穗、明德、壽德、明穗等里。。
根據明治37年（西元1904年）的《台灣堡圖》，外員山庄與四十張庄間的山應為外員山，則二八張溝上源應達外員山西北側山麓。

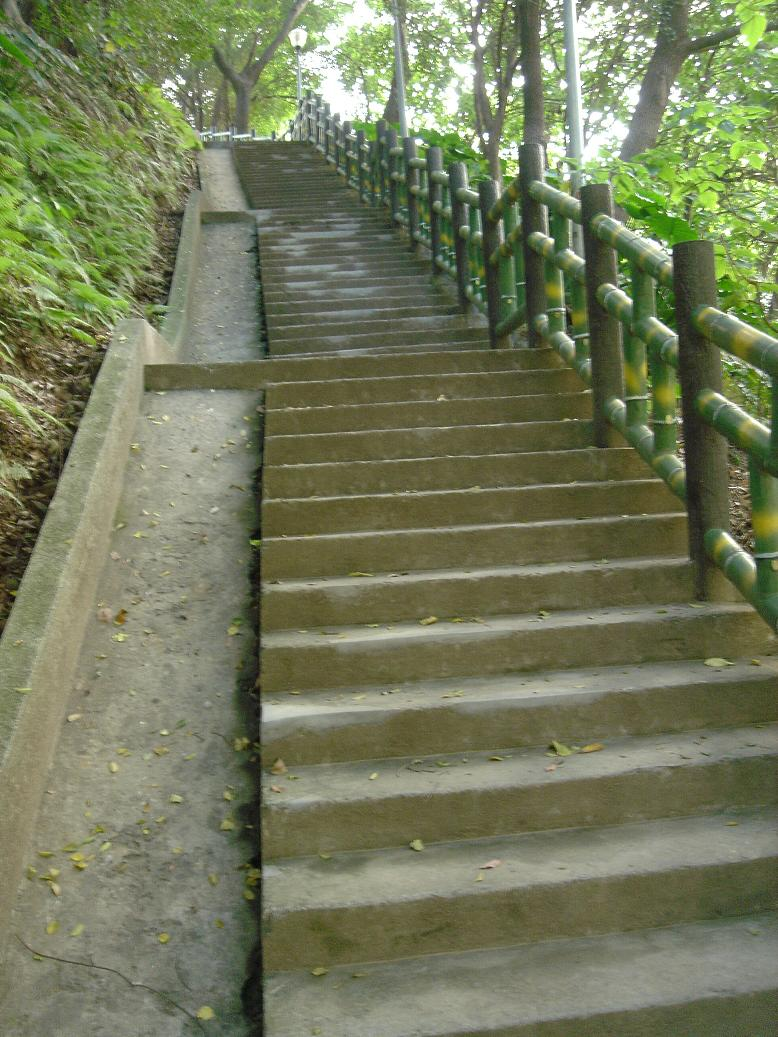
員山公園 登山步道與左側雨水道

## 歷史文化
- 員山子文化：位於外員山斜坡處，在1955年所發現，遺物包含有石器和陶器約60餘件，推測其文化橫跨了繩紋陶系統，及距今約2000-4200年間[8]。
- 海山神社殘蹟（市定古蹟）：海山神社為日昭和13年（西元1938年）5月13日興建完成，現存石牆、石階、第三座鳥居基座、石坦。以及1940年建造的防空洞。
- 積穗配水池：板橋自來水道系統創建後，因人口逐漸增加，供水量不敷，在浦墘開鑿深井抽取地下水為新水源，加壓至積穗高地新建配水池，藉重力流下供用[9]。目前山頂的配水池上方建有板信合作亭[1]，山腰平台的民安社區活動中心山壁旁仍有一個巨大的圓柱形水槽。
- 「員山遠眺」：今日的積穗員山子，板橋文人黃智武在此築室，稱為小琬山莊；登山南望圓通寺，北遠眺淡水河及觀音山，為「中和八景」之一，但今已被大廈阻隔視線。

## 遊憩景點
- 員山公園：有登山步道通往山頂，除市定古蹟海山神社殘蹟與積穗配水池，有福德宮及涼亭（板信合作亭），涼亭旁有一個測量三角點[1]。
- 北台灣最高黑面濟公禪師大佛聖像：民國76年中和五聖靈濟寺 （页面存档备份，存于） （原五聖壇）創立，主祀【黑面濟公禪師】為首之五方濟公禪師、關聖帝君暨列位尊神，民國78年主神黑面濟公禪師降乩指示，於山頂員山公園興建一尊黑面濟公禪師大佛，總高108尺，號稱北台灣最高黑面濟公禪師，成為當地信仰中心，宗教聖地。一旁還有全台唯一獨特的員山山神。

    員山公園 北台灣最高黑面濟公禪師大佛聖像（整修後）

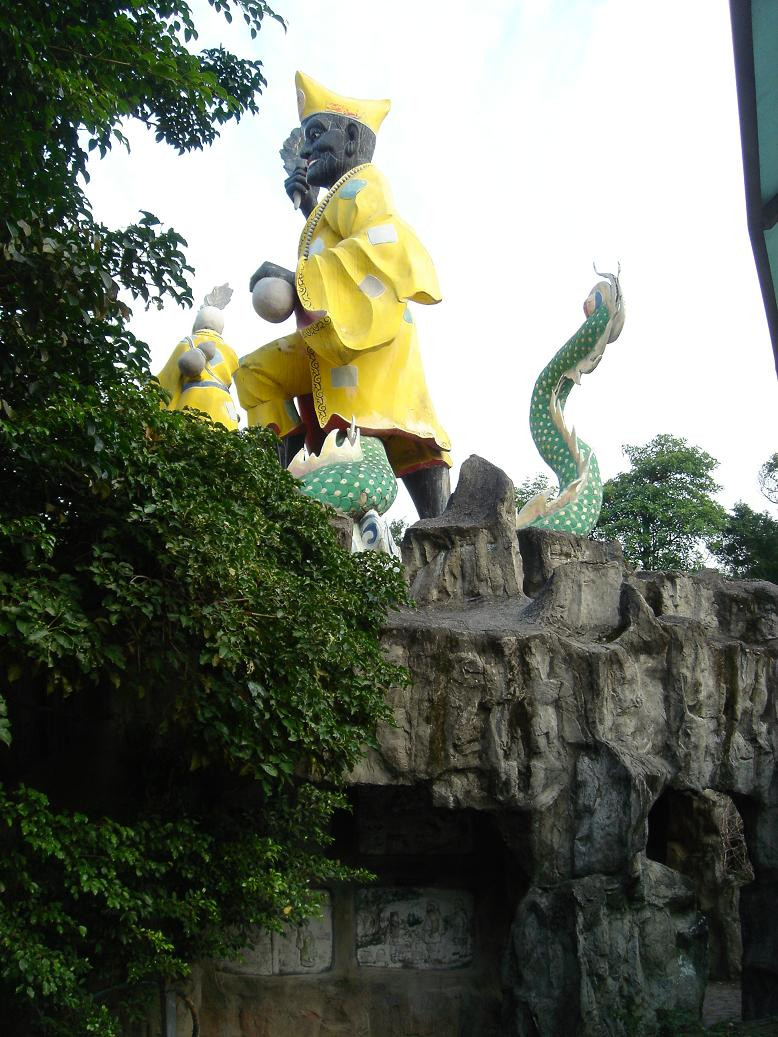
中和五聖靈濟寺 黑面濟公禪師大佛聖像（整修前）

- 新北市中和區民安社區活動中心：中心內原有中和區立圖書館員山分館，但已遷館。
- 中和銅聖宮：位於員山公園山腳下〔員山路423巷〕，主祀銅公、銅嬤，為中和望族林家於民國48年在菜園挖到骨灰甕，並受到指示要留在此地，告知其為銅公及銅嬤，起初用磚頭砌一小廟，後於民國76年建立新廟，定名【銅聖宮】，現今香火鼎盛也已成員山地區的境內土地公廟。

## 外部連結
- 中和市全球資訊網／暢遊中和／公園簡介[永久]